# Moçambola
Moçambola is de naam voor het Mozambikaans voetbalkampioenschap. Tot 2005 heette het nog Liga 2M maar werd dan veranderd in Moçambola.
In 1976 werd het eerste kampioenschap gehouden, kort na de onafhankelijkheid van Portugal, er waren slechts 5 teams (Académica Maputo, AD Pemba, Desportivo de Maputo, Desportivo Tete, and Textáfrica)

## Huidige competitie
De competitie vindt plaats tussen maart of april en oktober. Er zijn 12 clubs die elkaar 2 keer bekampen, de 3 laagst geklasseerden gaan naar de 2de klasse.

## Lijst kampioenen
- 1976 Textáfrica
- 1977 Desportivo de Maputo
- 1978 Desportivo de Maputo
- 1979 Costa do Sol
- 1980 Costa do Sol
- 1981 Têxtil Punguè
- 1982 Ferroviário de Maputo
- 1983 Desportivo de Maputo
- 1984 Maxaquene
- 1985 Maxaquene
- 1986 Maxaquene
- 1987 Matchedje
- 1988 Desportivo de Maputo
- 1989 Ferroviário de Maputo
- 1990 Matchedje
- 1991 Costa do Sol
- 1992 Costa do Sol
- 1993 Costa do Sol
- 1994 Costa do Sol
- 1995 Desportivo de Maputo
- 1996 Ferroviário de Maputo
- 1997 Ferroviário de Maputo
- 1998/99 Ferroviário de Maputo
- 1999/00 Costa do Sol
- 2000/01 Costa do Sol
- 2002 Ferroviário de Maputo
- 2003 Maxaquene
- 2004 Ferroviário Nampula
- 2005 Ferroviário de Maputo
- 2006 Desportivo de Maputo
- 2007 Costa do Sol
- 2008 Ferroviário de Maputo
- 2009 Ferroviário de Maputo
- 2010 Liga Muçulmana de Maputo
- 2011 Liga Muçulmana de Maputo
- 2012 Maxaquene
- 2013 Liga Muçulmana de Maputo

| Club                     | Titels |
| ------------------------ | ------ |
| Ferroviário de Maputo    | 9      |
| Costa do Sol             | 8      |
| Desportivo de Maputo     | 6      |
| Maxaquene                | 5      |
| Liga Muçulmana de Maputo | 3      |
| Matchedje Maputo         | 2      |
| Ferroviário de Nampula   | 1      |
| GDR Textáfrica           | 1      |
| Têxtil do Punguè         | 1      |